# 里奥兰迪亚
里奥兰迪亚是巴西圣保罗州的一个市镇。总面积630.681平方公里，总人口9151人，人口密度14.5人/平方公里。